# Chlumčany (ort i Tjeckien, Ústí nad Labem)
Chlumčany är en ort i Tjeckien.   Den ligger i regionen Ústí nad Labem, i den nordvästra delen av landet, 50 km nordväst om huvudstaden Prag. Chlumčany ligger 219 meter över havet och antalet invånare är 487.
Terrängen runt Chlumčany är platt åt nordost, men åt sydväst är den kuperad. Runt Chlumčany är det ganska glesbefolkat, med 23 invånare per kvadratkilometer. Närmaste större samhälle är Louny, 4,1 km nordväst om Chlumčany. Omgivningarna runt Chlumčany är en mosaik av jordbruksmark och naturlig växtlighet.